# Miguel Riffo
Miguel Riffo (f. 21 juni, 1981) är en chilensk före detta fotbollsspelare som under nästan hela sin karriär spelade för den chilenska klubben Colo-Colo.

## Karriär

### Colo-Colo
Riffo gjorde sin första match för Colo-Colo år 2001 och kom att spela 212 ligamatcher för klubben. Han imponerade stort i Colo-Colo och till slut väckte detta Nelson Acostas intresse som slutligen bestämde sig för att ta med chilenaren i landslagsberäkningarna.

### Landslaget
Riffo har totalt sett blivit kallad att spela för Chile nio gånger (bland annat mot Argentina och Ecuador). Han var också en del av Chile då laget deltog i Copa América 2007 i Venezuela. I den andra matchen mot Brasilien åkte Riffo dessvärre på en skada som resulterade i att han inte kunde spela mer i turneringen.